# Joseph Ludwig Raabe
Joseph Ludwig Raabe   (Brodi, 15 de maig de 1801 - Zúric, 12 de gener de 1859) fou un matemàtic suís que signava els seus treballs indistintament amb el nom de Josef o el cognom de Rabe. És conegut pel Criteri de Raabe, utilitzat per determinar la convergència de sèries infinites.

## Biografia
Fill d'una família humil, de jove va haver d'aprendre matemàtiques de manera autodidacta a la seva localitat natal de Brodi (actualment a Ucraïna). Va impartir classes particulars de matemàtiques mentre n'estudiava continguts més avançats. Als dinou anys havia guanyat prou diners per viatjar a Viena a estudiar a la universitat politècnica, sense deixar però d'impartir classes mentre estudiava.
El seu professor, Joseph Johann von Littrow (1781-1840) l'animà a publicar els seus treballs al Journal für die reine und angewandte Mathematik d'August Leopold Crelle. Quan, a la tardor del 1831 la pandèmia de còlera arribà a la ciutat de Viena, va haver de deixar d'impartir classes. Raabe va voler marxar a Múnic, però un dels seus amics a Viena, l'astrònom Johannes Eschmann (1808-1852), el convencé d'anar a Zúric amb ell. Després de ser professor uns anys a l'escola cantonal de Zuric, va ser nomenat professor de la recentment fundada universitat de Zuric. Allà fou on desenvolupà el seu treball Note zur Theorie der Convergenz und Divergenz der Reihen (1834), on introdueix el que avui en dia és el seu descobriment més conegut, el criteri de convergència de sèries infinites que porta el seu nom. Durant els següents anys feu contribucions més importants a les matemàtiques (encara que menys conegudes per ser més complexes i específiques) com els seus treballs sobre els polinomis de Bernoulli (1848), que ell mateix batejà amb aquest nom.
L'any 1855, amb la fundació de la Eidgenössische Polytechnische Schule a Zuric (coneguda des del 1911 com a ETH Zürich), Raabe n'ocupà un lloc com a professor, que perdé en 1858. El 22 de gener de l'any següent morí a l'edat de 57 anys, quan la plaça de professor que perdé l'any abans ja era ocupada pel matemàtic Richard Dedekind.

## Publicacions
- 1826: Allgemeine Theorie der Epicykeln (a Journal für die reine und angewandte Mathematik, Part 4, Volum 1)
- 1827: Uber den Stillstand der Planeten (a Journal für die reine und angewandte Mathematik, Volum 2)
- 1827: Sphärische Polygonometrie (a Journal für die reine und angewandte Mathematik, Volum 2)
- 1827: Eigenschaften der Curven, die sich auf bestimmten Oberflächen befinden, letztere zu beweisen (a Journal für die reine und angewandte Mathematik, Volum 2)
- 1827: Untersuchung über die Directrixen der Curven (a Journal für die reine und angewandte Mathematik, Volum 2)
- 1827: Gleichungen der zweiten Ordnung in der Geometrie (a Journal für die reine und angewandte Mathematik, Volum 2)
- 1829: Uber Reihen, deren Differenzenreihen wiederkehren
- 1834: Note zur Theorie der Convergenz und Divergenz der Reihen (a Journal für die reine und angewandte Mathematik, Volum 11)
- 1839 a 1847: Differential- und Integralrechmmg (3 volums)
- 1848: Die Jacob Bernoullische Function
- 1851: Zuruckfuhrung Einig Summen und auf die bestimmten Integrale Jakob Bernoullische Function
- 1853: Was ist der Gegenstand der Mathematik?
- 1857: Mathematischer Mittheilungen (Volum 1)
- 1858: Mathematischer Mittheilungen (Volum 2)